# Trapezia flavopunctata
Trapezia flavopunctata Eydoux & Souleyet, 1842 è un granchio appartenente alla famiglia Trapeziidae e alla sottofamiglia Trapeziinae.

## Descrizione
Il margine anteriore del carapace presenta diverse sporgenze, di solito 4. La colorazione è rossastra a macchie chiare di forma tondeggiante sul corpo, a fasce rosse e biancastre sulle zampe.

## Distribuzione e habitat
Vive nelle barriere coralline di Riunione, Nuova Caledonia, Mauritius e Polinesia Francese.

## Biologia
Vive su Pocillopora.